# If These Trees Could Talk
If These Trees Could Talk est un groupe de post-rock américain, originaire d'Akron, dans l'Ohio. 

## Biographie
Présent depuis l'origine, Zack Kelly pose les premières pierres du groupe durant sa scolarité à Pittsburgh. Seulement possédant des idées de compositions il n’avait pas de groupe pour les interpréter. C'est ainsi qu'il s'est mis à la recherche de musiciens et qu'If These Trees Could Talk s'est ainsi formé. Le groupe améliore les chansons écrites par Kelly depuis, et en fait son premier EP sorti en 2006. Le style musical de If These Trees Could Talk se caractérise par un son, légèrement plus heavy que le post-rock habituel, est souvent comparés à ceux de groupes comme Agalloch, dont on ressent une très nette influence, ou encore comme Joy Wants Eternity, Red Sparowes ou même Explosions in the Sky dans leurs phases post-hardcore.
Le groupe publie son premier album studio, Above the Earth, Below the Sky, également sous format vinyle, en 2009. Le groupe auto-publie son deuxième album Red Forest, en mars 2012, également en format vinyle au labelScience of Silence Records. Il est suivi par Red Forest et d'une tournée en Europe en avril 2012. Le groupe publie son troisième album, The Bones of a Dying World, en juin 2016 chez Metal Blade Records.

## Membres
- Zack Kelly – batterie
- Cody Kelly – guitare
- Tom Fihe – basse
- Jeff Kalal – guitare
- Mike Socrates – guitare